# Expominas

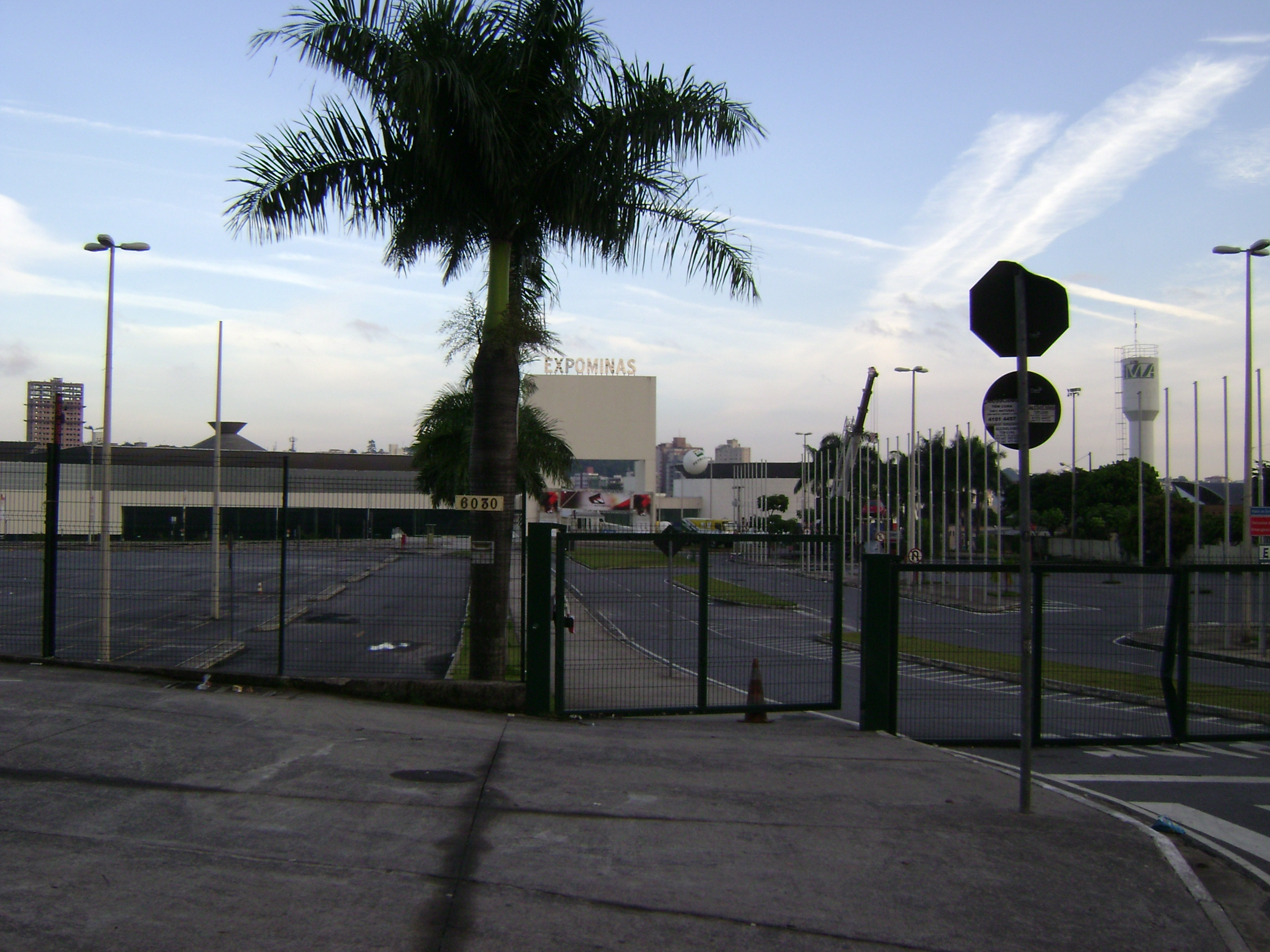
Entrada do Expominas de Belo Horizonte.

É dado o nome de Expominas a três centros para realização de grandes eventos no estado de Minas Gerais: o maior e mais antigo, localizado em Belo Horizonte; o segundo em Araxá e, o terceiro recentemente inaugurado, em Juiz de Fora. O quarto em São João del Rei, cidade pólo do Campo das Vertentes. 
Esse centro abriga regularmente feiras e eventos de grande porte, além de grandes congressos de âmbito nacional e internacional e outras atividades, como lazer e entretenimento. Localiza-se no bairro Gameleira.

## Informações gerais
Minas Gerais conta com um dos mais conceituados centro de eventos da América Latina, por seus diferenciais de localização estratégica no centro do país, infraestrutura, conforto, segurança, excelência de serviços e, especialmente, por sua hospitalidade.
O Expominas BH foi construído em duas etapas. A primeira ocorreu em 1998, e a segunda, a partir de 2003, com sua reinauguração em fevereiro de 2006. O Expominas leva o nome de Centro de Feiras e Exposições George Norman Kutova – Expominas – em homenagem a um dos maiores incentivadores do turismo de negócios em Minas Gerais.
Concebido pelo arquiteto e urbanista, Gustavo Penna, o Expominas BH foi pensado para ser múltiplo, para todo tipo e formato de eventos. A arquitetura moderna expõe uma estética industrial e apresenta uma imagem tecnológica, vibrante, contemporânea e em harmonia com os edifícios ao redor. Nos vãos de 75 metros, a cobertura é metálica e o fechamento lateral coberto com telhas termo acústicas. As obras foram executadas sob a coordenação do DEOP-MG (Departamento de Obras Públicas do Estado de Minas Gerais), com recursos da Codemig (Companhia de Desenvolvimento de Minas Gerais).
Com 72 mil metros quadrados de área construída, seu projeto alia inteligência tecnológica com funcionalidade, oferecendo soluções exigidas pelo competitivo mercado nacional e internacional de eventos. Uma completa infraestrutura de equipamentos e serviços altamente sofisticados credencia o Expominas BH a sediar qualquer tipo de evento em ambientes fechados ou externos.
O sistema de isolamento acústico, construído com tecnologia de ponta, evita que ruídos eventualmente gerados nos pavilhões perturbem a vizinhança do Expominas BH. Por ser uma região com hospitais e residências, o som fora anteriormente um inconveniente, o que fez do isolamento acústico uma das preocupações durante reforma. O sistema pode filtrar até 40Db.
No período de 2003 a 2006, o Centro de Eventos passou por uma grande reforma, com investimentos de mais de 150 milhões de reais. Os dois pavilhões anteriores deram lugar a novas e amplas instalações, e a nova área construída passou a ter mais de 72 mil metros quadrados. O espaço disponível para feiras e eventos tem aproximadamente 30 mil metros quadrados, sendo cerca de 17 mil m² dos três pavilhões contínuos e 2.630 m² do pavilhão multiuso. O estacionamento tem capacidade para 2.200 veículos.

## Expominas BH
Como o maior centro de eventos de Minas Gerais, entre os quatro principais do Brasil, ao lado do Anhembi (SP), São Paulo Expo e do Riocentro (RJ), o Expominas BH promove o desenvolvimento da economia e do turismo de Belo Horizonte, com a criação de parcerias para novos empregos, serviços e roteiros turísticos da cidade.
O Expominas BH está localizado na região do Hipercentro de Belo Horizonte, entre dois grandes corredores de acesso à capital, a 60 minutos do Aeroporto Internacional de Confins e a 25 do Aeroporto da Pampulha. É o único Centro de Eventos da América Latina ligado ao metrô por uma plataforma de embarque e desembarque de passageiros. Planejado dentro dos padrões internacionais e da mais moderna técnica de espaços moduláveis e multifuncionais do mercado, o Centro de Eventos possui uma infraestrutura inteligente para realizar com sucesso feiras, exposições, congressos e eventos corporativos, culturais e sociais. São 72 mil m2 de área construída, dos quais 30 mil m2 são destinados à área de eventos e pode receber até 45 mil pessoas
Parte do eixo estratégico referente à indústria criativa, para potencializar o dinamismo dos negócios, ampliar mercados, valorizar a eficiência na prestação de serviços à população e  projetar BH no cenário de eventos, em prol do desenvolvimento econômico de Minas, a Codemig, lançou, em abril de 2018, edital para concessão onerosa para gestão do Expominas BH pela iniciativa privada.

## Expominas em São João del Rei
A Codemig implantou o centro de convenções Expominas São João del-Rei, com 10.000 m² de área construída em um terreno de 49.000 m2, auditório climatizado para 1.000 pessoas, área de exposição livre de 3.600 m², restaurante e estacionamento para 800 veículos. O valor da obra é da ordem de R$80.000.000,00.

## Expominas em Juiz de Fora
O Centro Regional de Convenções e Exposições da Zona da Mata – Expominas Juiz de Fora, inaugurado pelo governo do Estado e a Codemig, totalizou investimentos de R$ 47,6 milhões.
Com o início de suas atividades, o Expominas posiciona Juiz de Fora e sua região de influência como um importante pólo de turismo de negócios e eventos de Minas Gerais e do sudeste do Brasil.
As obras do Expominas Juiz de Fora tiveram início em 2002, com a execução de terraplanagem e a canalização de córrego existente. As obras foram retomadas em agosto de 2004, na gestão do governador Aécio Neves, que determinou prioridade para sua conclusão.
Um espaço multiuso, dotado de completa infra-estrutura para receber exposições, feiras, congressos e convenções, erguido em terreno de 125.627 m². A área destinada à realização de eventos é de 15 mil metros quadrados e conta com uma área total construída de 20 mil m².
- Sua estrutura permite realizar eventos de até 13 mil pessoas e possibilita a realização de até seis eventos simultaneamente. E sua posição estratégica em relação aos grandes mercados, o coloca com destaque para atrair eventos de diversas dimensões de porte nacional e internacional.